# Muzafar II
Muzaffar Shah II (em persa: مظفر دوم), cujo nome pessoal era Khalil Khan, foi um sultão de Gujarate pertencente à dinastia Muzaffarid.  Governou de 1511, ano de falecimento do seu antecessor Mahmud Begada, até a sua morte, ocorrida em julho de 1526 (de acordo com o calendário islâmico, Muzafar II governou entre 917 e 932 A.H.). Foi um exímio calígrafo e patrono das ciências.